# Mont-Saint-Martin (Isère)
Mont-Saint-Martin is een gemeente in het Franse departement Isère (regio Auvergne-Rhône-Alpes) en telt 90 inwoners (2009). De plaats maakt deel uit van het arrondissement Grenoble.

## Geografie
De oppervlakte van Mont-Saint-Martin bedraagt 5,1 km², de bevolkingsdichtheid is dus 17,6 inwoners per km².
De onderstaande kaart toont de ligging van Mont-Saint-Martin (Isère) met de belangrijkste infrastructuur en aangrenzende gemeenten.

## Demografie
Onderstaande figuur toont het verloop van het inwonertal (bron: INSEE-tellingen).